# Janny Brandes-Brilleslijper
Marianne Brandes-Brilleslijper, detta Janny (Amsterdam, 24 ottobre 1916 – Amsterdam, 15 agosto 2003), è stata una deportata ebrea olandese, superstite dell'Olocausto e famosa per aver passato il periodo di prigionia a Bergen-Belsen assieme ad Anna Frank e sua sorella Margot.

## Biografia
Nacque ad Amsterdam il 24 ottobre 1916, seconda dei tre figli di Fijtje (nata Gerritse) e Joseph Brilleslijper, ebbe due fratelli, di cui uno morì ad Auschwitz, insieme ai genitori. Nel 1939 sposò Cornelis Teunis "Bob" Brandes (1912-1998), con cui ebbe due bambini: Robert e Liselotte Dolores. Dopo l'Invasione tedesca dell'Olanda, Janny e Bob, insieme alla sorella maggiore Lientje, iniziarono a lavorare nella Resistenza. Janny ha tenuto nascosti gli ebrei nella sua casa e non si è mai registrata ufficialmente come ebrea.
Janny e Lientje furono arrestate nell'estate del 1944 e trasportate al Campo di concentramento di Westerbork. A Westerbork furono schedate come "criminali" e dovettero lavorare nelle caserme di lavoro. In quelle caserme, Janny e Lientje hanno incontrato Anna e Margot Frank e hanno fatto amicizia con loro. Da Westerbork, Janny, Lientje e le sorelle Frank furono inviate ad Auschwitz. Janny e Lientje furono poi mandate al campo di concentramento di Bergen-Belsen, dove Anna e Margot giunsero il 28 ottobre del 1944. Janny, che serviva da infermiera nel campo, si prese cura dei prigionieri malati. Nel marzo 1945, Anna e Margot morirono a pochi giorni l'una dall'altra per tifo, e Janny e Lientje le seppellirono assieme nelle fosse comuni del campo.
Dopo la liberazione dal campo di concentramento di Bergen Belsen, il 15 aprile 1945, insieme alla sorella maggiore Lientje, Janny Brandes-Brilleslijper si è riunita con suo marito e i suoi figli. Dopo essere guarita dal tifo, il 24 ottobre 1945, scrisse ad Otto Frank e lo informò della morte delle sue figlie, Anna e Margot.
Janny Brandes-Brilleslijper, diventò una comunista attiva. Odiava qualsiasi romanticismo sulla guerra ed era appassionata della verità raccontata sull'Olocausto. Decisa a non dimenticare mai, ogni anno organizzava una grande festa il 5 maggio per commemorare il giorno in cui l'Olanda fu finalmente liberata dall'occupazione nazista.
Janny Brandes-Brilleslijper ha rilasciato un'intervista sugli ultimi giorni di Anna e Margot nel film documentario The Last Seven Months of Anne Frank (1987), diretto da Willy Lindwer.
Janny Brandes-Brilleslijper è morta per uno scompenso cardiaco ad Amsterdam il 15 agosto 2003, all'età di 86 anni.